# Scythropochroa gressitti
Scythropochroa gressitti är en tvåvingeart som beskrevs av Wallace A. Steffan 1969. Scythropochroa gressitti ingår i släktet Scythropochroa och familjen sorgmyggor. Inga underarter finns listade i Catalogue of Life.